# Regole di Woodward-Hoffmann

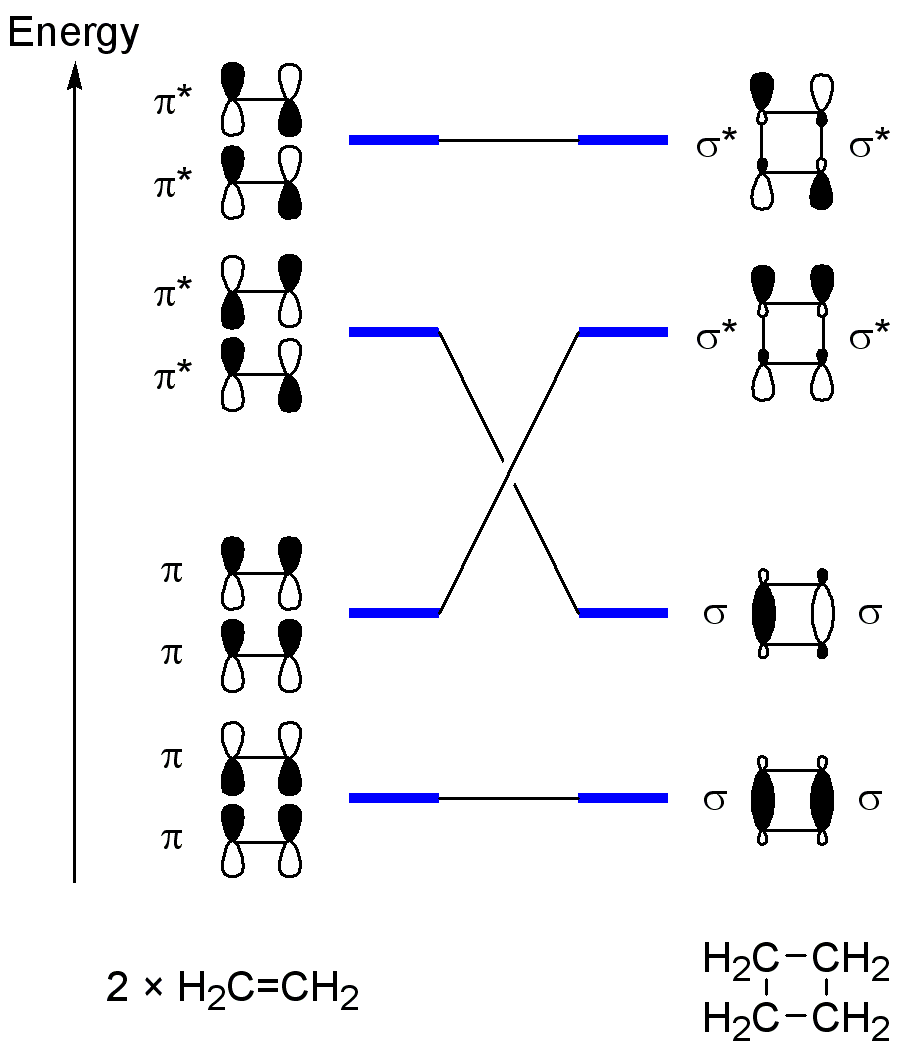
Diagramma energetico della formazione del ciclobutano per cicloaddizione di due molecole di etene, che mette in evidenza le combinazioni orbitaliche in relazione alla formazione di legami σ a partire da legami π. Il riferimento è allo stato fondamentale.

Le regole di Woodward-Hoffmann, enunciate da Robert Burns Woodward e Roald Hoffmann, sono un insieme di regole che permettono, in chimica organica, di prevedere la stereochimica delle reazioni pericicliche sulla base della simmetria orbitalica. Furono sviluppate sulla base del metodo di Hückel esteso. Le reazioni in questione includono le elettrociclizzazioni, le cicloaddizioni e le trasposizioni sigmatropiche. Grazie a questo lavoro Hoffmann vinse nel 1981 il premio Nobel per la chimica, condividendolo con Kenichi Fukui che sviluppò un metodo simile, mentre Woodward morì due anni prima che potesse ricevere il suo secondo Nobel. 
Essenzialmente le regole di Woodward-Hoffmann richiedono che siano soddisfatte le seguenti due condizioni generali:
1. la reazione deve avere, come stato di transizione che determina la velocità, un processo concertato, ovvero un processo che avviene in un singolo stadio;
2. durante l'intero processo concertato devono continuare ad esistere uno o più elementi di simmetria dell'intero sistema reagente originario.

Le reazioni che obbediscono alle regole di Woodward-Hoffmann vengono dette a simmetria permessa. Le reazioni che invece non seguono tali regole richiedono molta più energia (devono superare una barriera energetica maggiore) e vengono dette a simmetria proibita.

## Esempio pratico: reazione elettrociclica
Le regole si applicano alla stereospecificità osservata relativamente alla apertura o chiusura di un anello per reazione elettrociclica di polieni coniugati indotta dal calore o da quanti di luce (reazione fotochimica). Sono state enunciate tre regole:
- In un sistema coniugato a catena aperta con 4n elettroni la simmetria orbitalica dell'orbitale molecolare HOMO allo stato fondamentale è tale che una interazione legante tra gli estremi della catena deve implicare la sovrapposizione su facce opposte del sistema, e ciò può essere ottenuto solamente tramite un processo conrotatorio. Il termine "conrotatorio" indica un movimento nella medesima direzione, che può avvenire rispettivamente in senso orario o antiorario.
- In un sistema coniugato a catena aperta con 4n+2 elettroni, l'interazione legante tra gli estremi della catena allo stato fondamentale implica che la sovrapposizione degli orbitali avvenga sulla stessa faccia del sistema, e ciò e ottenibile solamente con un movimento disrotatorio. Il termine "disrotatorio" indica un movimento che avviene in due versi opposti, ad esempio un estremo si muoverà in senso orario mentre l'altro in senso antiorario o viceversa.
- In una reazione fotochimica un elettrone dell'orbitale HOMO del reagente viene promosso a uno stato eccitato che provoca l'inversione delle relazioni di simmetria precedentemente esposte e l'inversione della stereospecificità.

Le regole permettono di prevedere come avvengano ad esempio le seguenti aperture di catene cicliche, in relazione allo stato fondamentale:
- Catione ciclopropile → catione allile: disrotatorio
- Radicale ciclopropile → radicale allile: conrotatorio
- Anione ciclopropile → anione allile: conrotatorio
- Catione ciclopentadienile → catione pentadienile: conrotatorio